# 江南奏銷案
江南奏銷案，清初于江南嚴行“賦稅催繳”政策，而造就的一場大案。

## 历史
明末以來，江南官吏士紳經年拖欠稅金錢糧。清初，“江南财赋半天下，苏、
松、镇、常与江宁五郡又居江南大半之赋”。順治十六年（1659年）清廷制定條例，凡江南紳衿拖欠錢糧者，必予以懲罰。但江南士紳仍拒繳如故。
康熙元年（1662年），“兵饷缺乏，至今已极”，而官吏催征无术，“逋欠如故，拖欠仍复累累”，户部嚴催順治十七年奏銷錢糧，“限文到二月内，照数严追实解，以济军需”。最初，只限於無錫、嘉定兩縣，巡抚朱國治剛愎自用，发起了「奏销案」，把江南钱粮之逋欠，分为宦欠、衿欠、役欠等三欠，一一造冊清查，“限文到二月内照数严追完解，以济军需可也”，六月初三日，僅蘇州府、松江府、常州府、鎮江府四屬的進士、舉人、贡監生員一萬三千五百一十七人，以“抗糧”的罪名，鞭笞纷纷，衣冠掃地。吳偉業、徐學等名士亦不能免。
由於，奏销案發動的时间甚短，匆匆造册，并未认真严核，诬陷冒名之冤案自然層出不窮，順治己亥科探花葉方靄欠一文钱，亦被黜，他为此疏陈：“臣名下三斗七升五合官田三顷二十九亩六分零八厘六毫，计银四十四两六分零。及取家中完银印票，共完过四十六两一钱五分五厘，已完透无欠。不意奸书徐宁宇朦开欠银一厘。夫一厘之银，即今制钱一文。岂有四十余两之银悉已完纳，独欠一厘，以干降处？乞细加查核诬陷。”故民间有“探花不值一文钱”之說。於是兩江士紳得全者無幾，“捍吏势同狼虎，士了不异俘囚。时人惟有营债一途，每月利息加二加三，稍迟一日，则利上又复起利。……赋税之惨，未有甚于此时者也。”康熙元年（1662年）正月二十五日朝廷下令韩世琦至苏州，接替朱国治的江南钱粮清理事務，“未完之案，积至三百三十宗”。康熙四年（1665年），清政府下令韩世琦“将五府钱粮拮据全完，殊为可嘉，着从优加二级。”
三藩之亂時，清廷為了爭取江南地主階級的支持，於是放鬆奏销案禁令，允許被黜降的官紳士大夫捐納銀兩開復。此案既不见于官书，《東華錄》等亦不記載。